# Idiocerus
Idiocerus (лат.) — род полужесткокрылых насекомых из семейства цикадок.

## Описание
Цикадки длиной около 5—6 мм. Голова спереди треугольная, широкая. Постклипеус почти круглый, широкий. Переднее крыло с 3 субапикальными ячейками, внешняя ячейка — длинная. Встречаются на ивах.
Для СССР указывалось около 6 видов.
- Idiocerus unispinosus Kwon